# Campionats del món de ciclisme en ruta de 1924
Els Campionats del món de ciclisme en ruta de 1924 es disputaren el 2 d'agost de 1924 a París, França.

## Palmarès
| Proves :                 | Or                    | Or         | Plata                | Plata    | Bronze                      | Bronze  |
| Amateurs                 |                       |            |                      |          |                             |         |
| Cursa en línia masculina | André Leducq · França | 5h 30' 34" | Otto Lehner · Suïssa | + 1' 02" | Armand Blanchonnet · França | +3' 53" |

## Medaller
| Posició | País   | Or | Plata | Bronze | Total |
| 1       | França | 1  | 0     | 1      | 2     |
| 2       | Suïssa | 0  | 1     | 0      | 1     |
| Total   | Total  | 1  | 1     | 1      | 3     |